# Coppa Caivano
La Coppa Caivano è una corsa in linea femminile di ciclismo su strada che si svolge ogni anno a Caivano, in Italia. Dal 2016 è riservata alla categoria femminile Elite/Juniores, mentre in precedenza era una prova maschile, riservata in passato ai Professionisti, poi ai Dilettanti/Under-23 fino al 2011, agli Juniores fino al 2014 e agli Allievi nel 2015.
La società organizzatrice della Coppa Caivano è l'U.S. Boys Caivanese, presente anche nel calcio con la Boys Caivanese.

## Storia
La sua prima edizione della Coppa Caivano risale al 1910. Le prime edizioni furono organizzate per corridori indipendenti, poi durante gli anni venti ottenne maggiore importanza e venne inserita tra le prove di Campionato Italiano, inizialmente per la categoria "Professionisti Juniores" (1925 Cortesia; 1927 Lusiani), in seguito anche per la categoria massima quando, nel 1930, Learco Guerra vinse la sua prima maglia tricolore.
Perse poi progressivamente importanza e rimase riservata alla categoria dilettanti prima e agli Elite/Under-23 poi. Nel 2008 è stata anche inclusa nel calendario UCI Europe Tour come prova di classe 1.2. La Coppa è stata vinta da numerosi atleti poi passati nelle file del professionismo come, in tempi recenti, Maurizio Fondriest, Giuliano Figueras, Pasquale Muto e Bernardo Riccio. Dal 2012 al 2014 la prova è stata riservata agli Juniores, e nel 2015 agli Allievi.
Dal 2016 la Coppa Caivano è stata associata alla tappa conclusiva (con partenza e arrivo a Caivano) del Giro della Campania in Rosa, corsa nazionale femminile Open, cioè aperta sia alle Elite che alle Juniores; viene comunque mantenuta la numerazione progressiva delle edizioni.

## Albo d'oro

### Gara maschile
Aggiornato all'edizione 2015.
| Anno      | Vincitore            | Secondo             | Terzo                 |
| --------- | -------------------- | ------------------- | --------------------- |
| 1910      | G. Gargulio          |                     |                       |
| 1911      | G. Panebianco        |                     |                       |
| 1912      | E. Ascione           |                     |                       |
| 1913      | E. Ciacco            |                     |                       |
| 1914      | Giacchino Tatta      |                     |                       |
| 1915      | A. Tipaldi           |                     |                       |
| 1916-1919 | non disputata        | non disputata       | non disputata         |
| 1920      | Fernando Di Gennaro  |                     |                       |
| 1921      | Angiolo Marchi       |                     |                       |
| 1922      | Ugo Ruggeri          |                     |                       |
| 1923      | Nello Ciaccheri      | Ottavio Bottecchia  | Vitaliano Lugli       |
| 1924      | Guido Messeri        | Nello Ciaccheri     | Angiolo Gabrielli     |
| 1925      | Ezio Cortesia        |                     |                       |
| 1926      | Alberto Temponi      |                     |                       |
| 1927      | Mario Lusiani        | Angelo Rinaldi      | Allegro Grandi        |
| 1928      | Lorenzo Leoni        |                     |                       |
| 1929      | Giovanni Averardi    |                     |                       |
| 1930      | Learco Guerra        | Angelo Rinaldi      | Allegro Grandi        |
| 1931      | Attilio Morbiato     | Colombo Neri        | Adolfo Bordoni        |
| 1932      | Alessandro Luchetti  |                     |                       |
| 1933      | Pasquale Carbone     |                     |                       |
| 1934      | Glauco Servadei      | Nello Taddei        | Aldo Bacchetti        |
| 1935      | Pietro Chiappini     | Vincenzo Milano     | Mario Gentili         |
| 1936      | Alessandro Luchetti  |                     |                       |
| 1937-1938 | non disputata        | non disputata       | non disputata         |
| 1939      | Antonio Buriani      | Marcello Spadolini  | Mario Fazio           |
| 1940-1945 | non disputata        | non disputata       | non disputata         |
| 1946      | Antonio D'Amore      | Raffaele Abbate     | Vincenzo Fausto       |
| 1947      | Carmine Montuori     | Vincenzo Fausto     | Nello Sforacchi       |
| 1948      | Danilo Barozzi       |                     |                       |
| 1949      | Adolfo Grosso        |                     |                       |
| 1950      | Arrigo Padovan       | Nedo Rossi          | Arcangelo Bove        |
| 1951      | Attilio Borrello     |                     |                       |
| 1952      | Luciano Ciancola     | Luigi Mastroianni   | Gaetano Grimaldi      |
| 1953      | Salvatore Tarantino  |                     |                       |
| 1954      | Tito Bianchi         | Franco Bertini      | Antonio Volpe         |
| 1955      | Ercole Boccalero     |                     |                       |
| 1956      | Michele Tufano       |                     |                       |
| 1957      | Nedo Fagni           |                     |                       |
| 1958      | Remo Tamagni         |                     |                       |
| 1959      | Pietro Susta         | Carlo Brugnami      | Renato Campi          |
| 1960      | Teodoro Carbella     |                     |                       |
| 1961      | Anacleto Loffredo    |                     |                       |
| 1962      | V. Caccato           |                     |                       |
| 1963-1976 | non disputata        | non disputata       | non disputata         |
| 1977      | Maurizio Rossi       |                     |                       |
| 1978      | Renato Pastore       |                     |                       |
| 1979      | Tonino Ciarrocca     |                     |                       |
| 1980      | Mauro Longo          |                     |                       |
| 1981      | C. Colla             |                     |                       |
| 1982      | Luigi Ferrari        |                     |                       |
| 1983      | Marco Del Pup        |                     |                       |
| 1984      | Franco Pica          |                     |                       |
| 1985      | Eros Poli            |                     |                       |
| 1986      | Enrico Pezzetti      |                     |                       |
| 1987      | Antonio Mazzon       |                     |                       |
| 1988      | Tonino Vittigli      |                     |                       |
| 1989      | Tonino Vittigli      |                     |                       |
| 1990      | Maurizio Molinari    |                     |                       |
| 1991      | Alberto Destro       |                     |                       |
| 1992      | Oleksandr Hončenkov  |                     |                       |
| 1993      | Michele Bedin        |                     |                       |
| 1994      | Ermanno Tonoli       |                     |                       |
| 1995      | Biagio Conte         |                     |                       |
| 1996      | Giuliano Figueras    | Michele Zamboni     | Luca Mazzanti         |
| 1997      | Flavio Farneti       | Christian Rossi     | Raffaele Ferrara      |
| 1998      | Fabio Trinci         | Eddy Serri          | Federico Pace         |
| 1999      | Simone Cadamuro      | Antonio Salomone    | Massimiliano Scipioni |
| 2000      | Cesare Di Cintio     | Francesco Fiorenza  | Luca Mazzanti         |
| 2001      | Žydrūnas Ragelskis   | Antonio Bucciero    | Daniele Balestri      |
| 2002      | Pasquale Muto        | Mariusz Wiesiak     | Antonio Aldape        |
| 2003      | Mariusz Wiesiak      | Leonardo Branchi    | Richard Minichiello   |
| 2004      | Lorenzo Sarnataro    | Daniele Di Nucci    | Wojciech Dybel        |
| 2005      | Luca Fioretti        | Andrea Grendene     | Fabio Sabatini        |
| 2006      | Bernardo Riccio      | Matteo Busatto      | Giuseppe Di Salvo     |
| 2007      | Bernardo Riccio      | Gianpaolo Biolo     | Massimo Pirrera       |
| 2008      | Samuele Marzoli      | Filippo Baggio      | Andrea Grendene       |
| 2009      | Filippo Baggio       | Vitalij Bryčak      | Danilo Iannetta       |
| 2010      | Gianpaolo Biolo      | Fabio Piscopiello   | Alessandro Malaguti   |
| 2011      | Nicholas Francesconi | Matteo Collodel     | Eldar Džabrajlov      |
| 2012      | Domenico Saldamarco  | Giuseppe Sannino    | Glauco Castellani     |
| 2013      | Giuseppe Sannino     | Francesco Bartolini | Daniele Beghetto      |
| 2014      | Giovanni Iannelli    | Francesco Biondi    | Andrea Azzolini       |
| 2015      | Alessandro Susco     | Matteo Prata        | Pietro De Simone      |

### Gara femminile
Aggiornato all'edizione 2019.
| Anno | Vincitrice        | Seconda          | Terza           |
| ---- | ----------------- | ---------------- | --------------- |
| 2016 | Marta Bastianelli | Anna Stricker    | Anna Trevisi    |
| 2017 | Claudia Cretti    | Michela Balducci | Chiara Consonni |
| 2018 | Martina Alzini    | Martina Fidanza  | Laura Asencio   |
| 2019 | Martina Fidanza   | Laura Tomasi     | Silvia Persico  |